# Leviapseudes longispina
Leviapseudes longispina is een naaldkreeftjessoort uit de familie van de Apseudidae. De wetenschappelijke naam van de soort is voor het eerst geldig gepubliceerd in 1983 door Bacescu.